# Napoletana. Antologia cronologica della canzone partenopea - Settimo volume (dal 1916 al 1925)
Napoletana. Antologia cronologica della canzone partenopea - Settimo volume (dal 1916 al 1925) è un album 33 giri del cantante Roberto Murolo pubblicato nel 1964.

## Tracce

### Lato A
1. Tiempe Belle 'e 'Na Vota
2. 'a Primma 'Nnammurata
3. Reginella
4. Nun So' Geluso
5. 'Ncopp 'a Ll'Onne
6. 'A tazza 'e cafè
7. Piscatore 'e Pusilleco

### Lato B
1. Napule ca se ne va
2. Santa Lucia luntana
3. Canzone appassiunata
4. Core Furastiero
5. Chiove
6. Zampugnaro 'Nnammurato